# Новые приключения Лесси
«Новые приключения Лесси» (англ. The New Lassie) — американский детский и семейный телесериал о Лесси, который транслировался в синдикации с 8 сентября 1989 по 15 февраля 1992. Звезда сериалов Уилл Эстес (в это время выступавший под своим настоящим именем Уилл Ниппер) играл Маккалоу, нового хозяина Лесси. Супруги в действительности, Кристофер и Ди Уоллес-Стоун, играли родителей Уилла.
«Новые приключения Лесси» является продолжением сериала 1954 года.

## Описание
В центре сериала семья среднего класса Маккалоу, живущая в пригороде Глен Риджа, штат Калифорния. Маккалоу являются владельцами питомца Лесси. Супруги в действительности, Кристофер и Ди Уоллес-Стоун играли родителей Уилла Криса и Ди Маккалоу, а Уилл Эстес (указанный под именем Уилл Ниппер) и Венди Кокс появляются в ролях сына и дочери Меган соответственно.
Джон Провост, сыгравший главную роль в оригинальном сериале Лесси, снимался в роли Стива Маккалоу, брата Криса; в последнем эпизоде было сказано, что это был взрослый Тимми Мартин, в том эпизоде в качестве приглашенной звезды участвовала Джун Локхарт в роли приемной матери Тимми Рут Мартин. В эпизоде под названием «Корни», Тимми говорит, что он никогда не был официально усыновлен Мартинами, и, следовательно, не мог уехать с ними в Австралию, когда они переехали туда (в начале 11 сезона оригинального сериала Лесси). Впоследствии он был усыновлен семьей Маккалоу, и начал жить под своим вторым именем Стивен (Стив).
Колли, показанный в «Новых приключениях Лесси», был шестым поколением Лесси. Собака была обучена Робертом Уэзервоксом, сыном Радда Уэзервокса, который обучал первых Лесси.

## В ролях
- Уилл Ниппер — Уилл Маккалоу
- Кристофер Стоун — Крис Маккалоу
- Ди Уоллес-Стоун — Ди Маккалоу
- Венди Кокс, — Меган Маккалоу
- Джон Провост — Стив Маккалоу

### Приглашённые звёзды
Приглашёнными звёздами из прошлых фильмов о Лесси были Родди Макдауэлл, который играл главную роль в первом фильме «Лесси возвращается домой» (1943) и Томми Реттиг, который играл Джеффа Миллера в первых сезонах оригинального телесериала (позже названных в синдикации «Колли Джеффа»). Другими приглашенными звездами были тогда ещё молодой и неизвестный Леонардо Ди Каприо и звезда Diff’rent Strokes Тодд Бриджес.